# Since I Kissed My Baby Goodbye
Since I Kissed My Baby Goodbye (dt.: Seit ich meinem Mädchen einen Abschiedskuss gab) ist ein Lied, das im Jahr 1941 von Cole Porter geschrieben wurde. In der Fassung der Four Tones, wurde es als Filmsong in dem Filmmusical Reich wirst du nie verwendet. Bei der Oscarverleihung 1942 war das Lied in der Kategorie Bester Song nominiert, unterlag jedoch The Last Time I Saw Paris von Jerome Kern und Oscar Hammerstein aus dem Film Lady Be Good.
In Reich wirst du nie wird Since I Kissed My Baby Goodbye vom Leadsänger der Four Tones, Lucius Brooks, in einer Gefängniszelle gesungen, während Fred Astaire dazu in einer Nachbarzelle Stepp tanzt. 
Die ersten Zeilen des Refrains lauten:
Evenin’ creepin’ down the mountain,
Wakes up Mister Firefly,
Bullfrog, settin’ there,
Starts a-croakin’, but I don’t care,
Since I kissed my baby goodbye.
Fred Astaire veröffentlichte im September des Jahres 1941 eine weitere Version mit den Delta Rhythm Boys als Backgroundsängern.